# Solanum oxapampense
Solanum oxapampense ist eine Pflanzenart aus der Familie der Nachtschattengewächse (Solanaceae). Sie wurde im Jahr 2010 erstbeschrieben und kommt im zentralen Peru endemisch vor.

## Beschreibung
Solanum oxapampense wächst als kleiner Baum der Wuchshöhen von 2,5 bis 9, in Ausnahmefällen bis zu 18 Metern erreichen kann. Der Stamm verzweigt sich erst im oberen Teil und ist dicht mit Trichomen besetzt. Die schildförmigen Trichome werden 0,2 bis 0,4 Millimeter lang, stehen in zwanzig bis dreißig Reihen und sind mittig dunkel rotbraun gefärbt. Die jungen Triebe sind dicht mit schildförmigen Trichomen besetzt, welche denen des Stammes ähneln und sich blassbeige verfärben, wenn sie austrocknen. Die Borke von älteren Stämmen ist aufgrund der Trichome blassbraun gefärbt.
Die sympodialen Einheiten beinhalten mehrere Laubblätter. Die einfachen Blätter werden zwischen 6,5 und 16 Zentimeter lang und zwischen 2 und 5 Zentimeter breit. Die lederartige Blattspreite ist annähernd elliptisch geformt. Ihre Basis ist genauso wie die Spitze spitz zulaufend und ihre zurückgebogenen Blattränder sind ganzrandig. Die unbehaarte Blattoberseite ist glänzend dunkelgrün gefärbt und verfärbt sich dunkel olivgrün, wenn sie austrocknet. Die Blattunterseite ist dich mit schildförmigen, mehr als zwanzigreihigen Trichomen besetzt, welche bis zu 0,5 Millimeter dick werden können. Von der Blattachse gehen 16 bis 20 Paare an primären Blattadern ab, welche auf der Blattunterseite dicht behaart sind. Der 0,6 bis 2 Zentimeter lange Blattstiel ist dicht mit schildförmigen Trichomen besetzt.
Die Blütenstände stehen endständig an den Stängeln. Sie werden 8 bis 15 Zentimeter lang und sind vielfach verzweigt. Jeder der Blütenstände besteht aus 60 oder mehr Blüten. Der Blütenstand ist dicht mit schildförmigen Trichomen behaart, welche denen des Stammes ähneln. Der zur Blütezeit nickende Blütenstiel wird 3 bis 6 Zentimeter lang und ist an der Basis etwa 1,5 Millimeter und an der Spitze etwa 2 Millimeter dick. Er ist dicht mit Trichomen besetzt und an der Basis gelenkartig gebogen. Die Blütenstiele werden 5 bis 8 Millimeter lang und stehen etwa 1 Millimeter auseinander.
Die fünfzähligen Blüten sind immer vollständig ausgebildet. Die becherförmige Kelchröhre ist zwischen 1,5 und 2 Millimeter lang und mit 1,5 bis 2 Millimeter langen, dreieckigen Lappen besetzt. Die dichte Behaarung auf der Unterseite des Kelches gleicht der des restlichen Blütenstandes, während die Kelchoberseite nur spärlich behaart ist. Die weiße Krone misst 1,2 bis 1,5 Zentimeter im Durchmesser und ist sternförmig bis zu drei Viertel des Weges zur Basis gelappt. Die Kronlappen werden 6 bis 7 Millimeter lang und 4 bis 4,5 Millimeter breit, und ihre Ränder sowie die Spitzen sind dicht behaart. Die Oberseite der Kronlappen ist unbehaart, während die Unterseite dicht mit schildförmigen, mehr als zwanzigreihigen Trichomen besetzt ist. Die unbehaarten Staubfäden sind zu einer Röhre verwachsen und der frei stehende Teil ist zwischen 1 und 1,5 Millimeter lang. Die gelben Staubbeutel sind bei einer Länge von 3 bis 4 Millimeter und einer Breite von 1 bis 1,5 Millimeter elliptisch geformt. Sie öffnen sich durch Poren an den Spitzen, welche sich mit zunehmendem Alter zu Schlitzen vergrößern. Der Fruchtknoten ist dicht mit sich verzweigenden Trichomen behaart. Der Griffel ist 9 bis 9,5 Millimeter lang und dicht mit sich verzweigenden, vier- bis dreißigreihigen Trichomen besetzt, welche etwa 0,2 Millimeter lang werden. Die kopfförmige Narbe ist fein papillös und bei jungen Pflanzen hellgrün gefärbt.
Als Früchte werden zur Reife hin grün gefärbte Beeren gebildet, welche bei einem Durchmesser von 0,6 bis 0,7 Zentimeter kugelig geformt sind. Das ungleichmäßig mit sich verzweigenden Trichomen besetzte Perikarp wirkt schorfartig, ist dünn und nicht glänzend. Die Beeren stehen an einem verholzten, mehr oder weniger aufrechten Stiel, der 1 bis 1,1 Zentimeter lang wird und an der Basis etwa 1,5 Millimeter dick ist. Jede der Beeren enthält 40 bis 50 rötliche bis goldbraune Samenkörner. Diese sind bei einer Länge von 0,9 bis 1 Millimeter und einer Breite von 0,9 bis 1 Millimeter flach-nierenförmig geformt und haben eine fein genarbte Oberfläche.

## Verbreitung und Lebensraum
Solanum oxapampense wurde bisher nur in dem im zentralen Peru liegenden Tal des Rio Huancabamba gefunden. Dort kommt sie im Nationalpark Yanachaga Chemillén vor. Die Art gedeiht in Höhenlagen von 1500 bis 2500 Metern, wo sie in Bergwäldern wächst. Man findet sie dort vor allem entlang von Wegen und im offenen Gelände, häufig zusammen mit anderen Nachtschatten (Solanum) aus der Brevantherum-Klade.

## Systematik
Die Erstbeschreibung als Solanum oxapampense erfolgte 2010 durch Sandra Knapp in PhytoKeys Nummer 1, Seite 42. Das Artepitheton oxapampense verweist auf die peruanische Provinz Oxapampa, in der die Art endemisch vorkommt.